# Klaus Raab
Klaus Raab (* 1959) ist ein ehemaliger deutscher Basketballspieler.

## Laufbahn
Raab spielte bis 1975 beim TV Langen. Er gehörte ab 1978 der Basketball-Bundesliga-Mannschaft des MTV 1846 Gießen an, bestritt 80 Spiele für die Mittelhessen und kam auf einen Mittelwert von 5,9 Punkten je Begegnung. 1983 verließ er Gießen und wechselte zum DTV Charlottenburg nach Berlin.